# Strade regionali della Valle d'Aosta
La rete delle strade regionali della Valle d'Aosta è composta dalle seguenti strade:
| Simbologia | Numero | Percorso                                                                | Lunghezza (km) | Mappa |
| ---------- | ------ | ----------------------------------------------------------------------- | -------------- | ----- |
|            | SR 1   | Pont-Saint-Martin - Perloz                                              | 3,7            |       |
|            | SR 2   | Hône - Pontboset - Champorcher                                          | 15,9           |       |
|            | SR 3   | Ville - Échallogne                                                      | 1,18           |       |
|            | SR 4   | Verrès - Issogne                                                        | 0,83           |       |
|            | SR 5   | Antagnod - Saint-Jacques                                                | 8,07           |       |
|            | SR 7   | SS 26 - Saint-Vincent (SR 33)                                           | 12,6           |       |
|            | SR 9   | Filey - Mongnod                                                         | 6,2            |       |
|            | SR 15  | Villefranche - Grand-Brissogne - Grand-Pollein                          | 9,3            |       |
|            | SR 18  | Pont-Suaz - La Cerise                                                   | 12,2           |       |
|            | SR 19  | Aeroporto di Aosta - Pont-Suaz                                          | 3,9            |       |
|            | SR 20  | Aymavilles - Aosta                                                      | 7,4            |       |
|            | SR 23  | Champagne - Pont                                                        | 25,8           |       |
|            | SR 24  | Introd - Mélignon - Chanavey - Bruil - Pellaud - Thumel                 | 17,4           |       |
|            | SR 25  | Arvier - Rochefort - La Ravoire - Planaval - Bonne - Surier             | 21,2           |       |
|            | SR 26  | Arvier - Cerellaz - Saint-Nicolas                                       | 9,0            |       |
|            | SR 33  | Saint-Vincent (SS 26) - Brusson (SR 45)                                 | 24,3           |       |
|            | SR 35  | Pollein - Villefranche                                                  | 5,5            |       |
|            | SR 36  | Nus - Ville-sur-Nus                                                     | 26,4           |       |
|            | SR 37  | Ville-sur-Nus - Villefranche                                            | 9,0            |       |
|            | SR 38  | SS 27 - Arpuilles - Excenex - Les Fiou - Gignod (SS 27)                 | 8,9            |       |
|            | SR 39  | SS 26 - La Thuile - Arpy - Morgex (SS 26)                               | 18,6           |       |
|            | SR 40  | La Cerise - Taxel                                                       | 11,1           |       |
|            | SR 41  | Saint-Nicolas - Persod - Verrogne - Ville-sur-Sarre - Arpuilles (SR 38) | 19,9           |       |
|            | SR 42  | Mongnod - Champagne                                                     | 22,3           |       |
|            | SR 43  | Tache - Stafal                                                          | 6,0            |       |
|            | SR 44  | Pont-Saint-Martin - Tache                                               | 33,2           |       |
|            | SR 45  | Brusson - Verrès                                                        | 16,7           |       |
|            | SR 46  | Châtillon - Breuil-Cervinia                                             | 26,5           |       |
|            | SR 47  | Sarre - Cogne - Lillaz                                                  | 24,3           |       |